# Papež Hadrijan III.
Hadrijan III. (latinsko Papa Hadrianus Tertius, sanctus, italijanski rimskokatoliški škof, * datum rojstva neznan, Rim, (Lacij, Papeška država, Frankovsko cesarstvo danes: Italija), †  8. julij (ali september) 885 Spilamberto (Modena, Frankovsko cesarstvo, danes: Italija) 

Papež je bil od 17. maja 884  do svoje smrti.

## Življenjepis

### Mladost
Agapit je bil sin Benedikta, ki je bil Benedetto - magnus tusculanus dux et comes (veliki tuskulanski vojvoda in grof), ki je stanoval na Via Lata v Rimu. Bil je vnuk Alberika - Albericho - marchio et consul tusculanus princeps potentissimus  (grof in tuskulanski konzul, močan vladar), ki je bil brat Hadrijana I. (772-795) in praded tuskulanskih grofov. Poleg tega naj bi bil starejši brat Sergija –  Sergio dei Conti di Tuscolo, oziroma Sergija III. (904-911). 

## Papež
Benediktinskega meniha Hadrijana iz rimske rodbine Colonna so za papeža izvolili 17. maja 884. S trdimi kaznimi je skušal zaustaviti nered in zločine, ki so se v Rimu vse pogosteje dogajali in vse bolj razločno kazali na mračno stoletje. Najbrž je bil naklonjen frankoljubi stranki, podobno kot njegov predhodnik Janez VIII., ki je bil umorjen 16. decembra 882; za vzpostavo miru je dal oslepiti vojaškega poveljnika Jurija voditelja germanoljube stranke; le-ta je bil zet Gregorja (Gregorio), upravnika papeške palače pod Marinom I., ki so ga pred tem prav tako umorili v sumljivih okoliščinah. 

### Tvegano potovanje
Frankovski cesar Karel Debeli  ga je povabil – po smrti akvitanskega kralja Karlmana – na Wormski državni zbor, da bi uredil pereče vprašanje nasledstva glede njegovega nezakonskega sina, petnajstletnega Bernarda. Poleg tega je bilo potrebno razpravljati o rastoči moči muslimanskih Saracenov, ki so ogrožali s svojimi napadi tudi Italijo.  

## Dela
- »Documenta Catholica Omnia« (v latinščini). Pridobljeno 6. decembra 2011.

Hadrijan je izdal dva odloka:
1. papeške volitve morajo biti neodvisne od privolitve frankovskega cesarja;
2. po smrti frankovskega cesarja Karla Debelega, ki ni imel moških potomcev, naj preide cesarska krona na enega izmed italijanskih vladarjev. [8]

- Hadrijan je do Carigrada gojil naklonjenost, saj je sporočil svojo izvolitev carigrajskemu patriarhu Fotiju. [9]
- Drugi viri trdijo ravno nasprotno: »Papež Hadrijan III. se je izrekel zoper Focija, prav kakor njegov predhodnik; zato mu je poslal cesar Bazilij žaljiva pisma; zaradi papeževe hitre smrti je pisma dobil šele njegov naslednik.« [10]
- 6. aprila 885 je na Moravskem umrl Metod, blagovestnik panonskih Slovanov, ki je podpiral slovansko bogoslužje tudi v slovenski Panoniji; papež Hadrijan III. mu je bil naklonjen.

## Smrt in spomin
Papež Hadrijan je zaupal vodstvo rimske škofije cesarskemu zastopniku, ki se je ravno tedaj mudil v Rimu, pavijskemu škofu Giovanniju, in se poleti 885 odpravil na nevarno pot. V začetku septembra 885 je prišel do soteske blizu Modene, kjer mu je postalo hudo slabo - a so ga po drugih virih napadli razbojniki, ter je kmalu nato umrl na gradu San Cesario sul Panaro. 
Ta gozdnata soteska se je tedaj imenovala Wilzacara in ji danes ustreza  Via Viazza  v kraju San Cesario sul Panaro. Prenesli so ga v ospizio di Sant'Alberga (današnji San Bernardino  v kraju San Cesario sul Panaro, kjer je po izročilu umrl 8. julija 885, a po drugih virih se je to zgodilo v začeku septembra. 

Pokopali so ga v kripto bližnje Opatije Nonantola. Tamkajšnji menihi so baje oplenili njegove dragocenosti, a rimsko ljudstvo je po njegovi smrti oropalo Lateran, kjer je stoloval.   

### Spomin
Ljudstvo ga je častilo od najstarejših časov. Z odlokom Leona XIII. z dne 2. junija 1891 je njegovo češčenje potrjeno. Mašo in brevir v njegovo čast lahko opravi duhovšččina Rima in Modene v obeh obredih na dan 7. septembra. 
Rimski martirologij o njegovem godu 8. julija poroča:
V Spini Lamberti v Emiliji se spominjamo prenosa svetega Hadrijana III., papeža, ki je poskušal z vsemi sredstvi spraviti Carigrajsko Cerkev z Rimsko; umrl je svetniško, ko ga je na poti v Francijo prizadela huda slabost. Njegovo češčenje je omejeno na krajevno Cerkev. 

Niso znani razlogi za njegovo češčenje kot svetnika; znano je, da je pomagal Rimljanom kot priprošnjik v času pomanjkanja. 

1214 je Inocenc III.  dovolil nonantolskemu opatu v novem središču Spilamberta, ki je nastalo 1210, zgraditi novo cerkev, ki so jo posvetili svetemu Hadrijanu III. Pod upravo te opatije je bila do 1568, ko jo je sv. Pij V. podredil modenski škofiji. 1713 so cerkev podrli in znova zgradili po načrtih modenskega stavbarja Franchinija; 1887 pa so obnovili pročelje. 